# Rydgölen
Rydgölen är en sjö i Vetlanda kommun i Småland och ingår i Emåns huvudavrinningsområde. Sjön är 6 meter djup, har en yta på 0,026 kvadratkilometer och befinner sig 206 meter över havet.